# Семюель Пірсон
Семюель Пірсон (1814–1884) був англійським підприємцем і засновником Pearson plc, провідної освітньої (спочатку будівельної) компанії, зареєстрованої на Лондонській фондовій біржі.

## Кар'єра
Попрацювавши чорноробом, Пірсон заснував власний цегельний і підрядний бізнес у Бредфорді в 1844 році. У 1856 році він залучив свого сина Джорджа до бізнесу, а в 1857 році компанія виграла важливий контракт на розширення та реконструкцію Ланкаширської та Йоркширської залізниці. До 1861 року тут працювало 9 чоловік і один фермер. Він вийшов у відставку в 1879 році і помер у Шоулзі в 1884 році.